# Eurocorps

Eurocorps

Evropský sbor (Eurocorps) je mezivládní vojenský sbor přibližně o 1000 vojácích umístěných ve Štrasburku ve francouzském Alsasku. Sbor byl založen v květnu 1992, aktivován v říjnu 1993 a v roce 1995 byl prohlášen za operační. Jádrem sil je francouzsko-německá brigáda založená v roce 1987. Štrasburská smlouva podepsaná v roce 2004 dala tomuto sboru formální právní základ, když vstoupila v platnost dne 26. února 2009. 
Evropské sbory nejsou v současné době[kdy?] zřízeny na úrovni EU (označované jako Společná bezpečnostní a obranná politika, SBOP); nejedná se například o projekt stálé strukturované spolupráce SBOP. Evropské sbory a jejich aktiva však mohou přispět k provádění SBOP, pokud jsou k dispozici jako mnohonárodní síly v souladu s článkem 42.3 Smlouvy o Evropské unii (SEU).

## Účastnící se státy
Pět zemí se účastní sboru jako členské národy. Smlouva umožňuje členskému státu EU, aby se stal členským státem Eurocorps, s výhradou schválení od stávajících členů Eurocorps. 
Další čtyři státy jsou sdružené, a tak slíbili přispět personálem k zakládajícím členům. Polsko bylo přijato jako člen v roce 2010. Očekávalo se, že vstoupí do sil od 1. ledna 2016, ale vstup byl odložen na leden 2017 z důvodu změn ve vládě v souvislosti s polskými volbami v roce 2015 a to vedlo k tomu, že žádost o plné členství byla stažena ve prospěch zbývajících členů. Dne 25. února 2003 podepsaly Rakousko a Finsko smlouvu, která jim umožnila vyslat personál do velitelství sboru. Finsko zůstalo sdruženým národem sboru do 2005, a Rakousko do 2011. Rumunsko se stalo sdruženým národem v dubnu 2016. Navíc, Nizozemsko a Spojené království poslali styčné důstojníky k ředitelství sboru. 

## Organizace
Evropský sbor není podřízen žádné jiné vojenské organizaci. Je nasazen na základě pravomoci společného výboru zastupujícího členské země, náčelníka obrany a politického ředitele ministerstva zahraničních věcí. Tento výbor zvažuje žádosti o podporu nadnárodních organizací, jako je OSN, NATO, OBSE nebo EU. Sbor může být také nasazen na žádost rámcových národů.